# Bromus turcomanicus
Bromus turcomanicus är en gräsart som beskrevs av Hildemar Wolfgang Scholz. Bromus turcomanicus ingår i släktet lostor, och familjen gräs. Inga underarter finns listade i Catalogue of Life.